# Fabryka Samochodów Małolitrażowych
Pour les articles homonymes, voir FSM.

La Fabryka Samochodów Małolitrażowych - FSM, était une entreprise publique polonaise en activité de 1971 à 1992. Elle regroupait les usines automobiles implantées à Bielsko-Biala. 
Comme de coutume dans les conglomérats d'Etat des anciens pays de l'Est, elle n'était pas spécialisée dans une seule gamme de produits comme la construction de voitures Fiat sous licence mais a fabriqué également, en petites quantités, des composants automobiles, des bicyclettes pliantes pour enfants et même des couteaux.
À ses débuts en 1969, la société implantée à Bielsko-Biala s'est appelée "Pol-Mot" et fabriquait des moteurs pour pompes à eau. Elle a également fabriqué des moteurs de voiture pour la Syrena 104. L'arrivée au pouvoir en Pologne d'Edward Gierek, ancien premier secrétaire du PC de Haute-Silésie, a créé un climat favorable pour la production automobile dans la région.
FSM a été créée en 1971 par la transformation d'une filiale de la holding Pol-Mot, conglomérat étatique qui comprenait également de nombreux sites industriels dans la région : les Forges d'Ustroń et de Skoczów, l'usine d'équipement automobile "Pol-Mot" à Sosnowiec : production d'équipement électrique, la fonderie aluminium à Bielsko et l'usine « Romet » à Czechowice-Dziedzice. FSM comprenait alors 12 usines. 
Pour obtenir la licence de fabrication de la Fiat 126 FSM s'est engagée à réaliser une extension de l'usine de Bielsko-Biala. Vu le volume très important de voitures à fabriquer, dont plus de 90 % seraient exportées, il fut décidé de construire une nouvelle usine à Tychy selon la convention signée le 18 septembre 1975.

## Les modèles produits par Pol-Mot / FSM
À partir du mois d'octobre 1971, Pol-Mot a fabriqué la Syrena 104 ; 117 exemplaires seront produits cette année là. À partir du 21 août 1972 la Syrena 105, dont la fabrication était précédemment assurée par FSO - Fiat Polski dans l'usine de Varsovie, fut fabriquée par FSM dont 9.002 exemplaires ont été produits en 1972. La FSM Syrena R-20 a été fabriquée à partir de 1973 puis la FSM Syrena Bosto à partir de 1974. La production totale de 1974 s'est élèvée à 39.028 exemplaires. La production de ces modèles et leurs variantes s'est poursuivie à Bielsko-Biala jusqu'au 30 juin 1983. Au total, Pol-mot-FSM a produit 344.077 unités. 

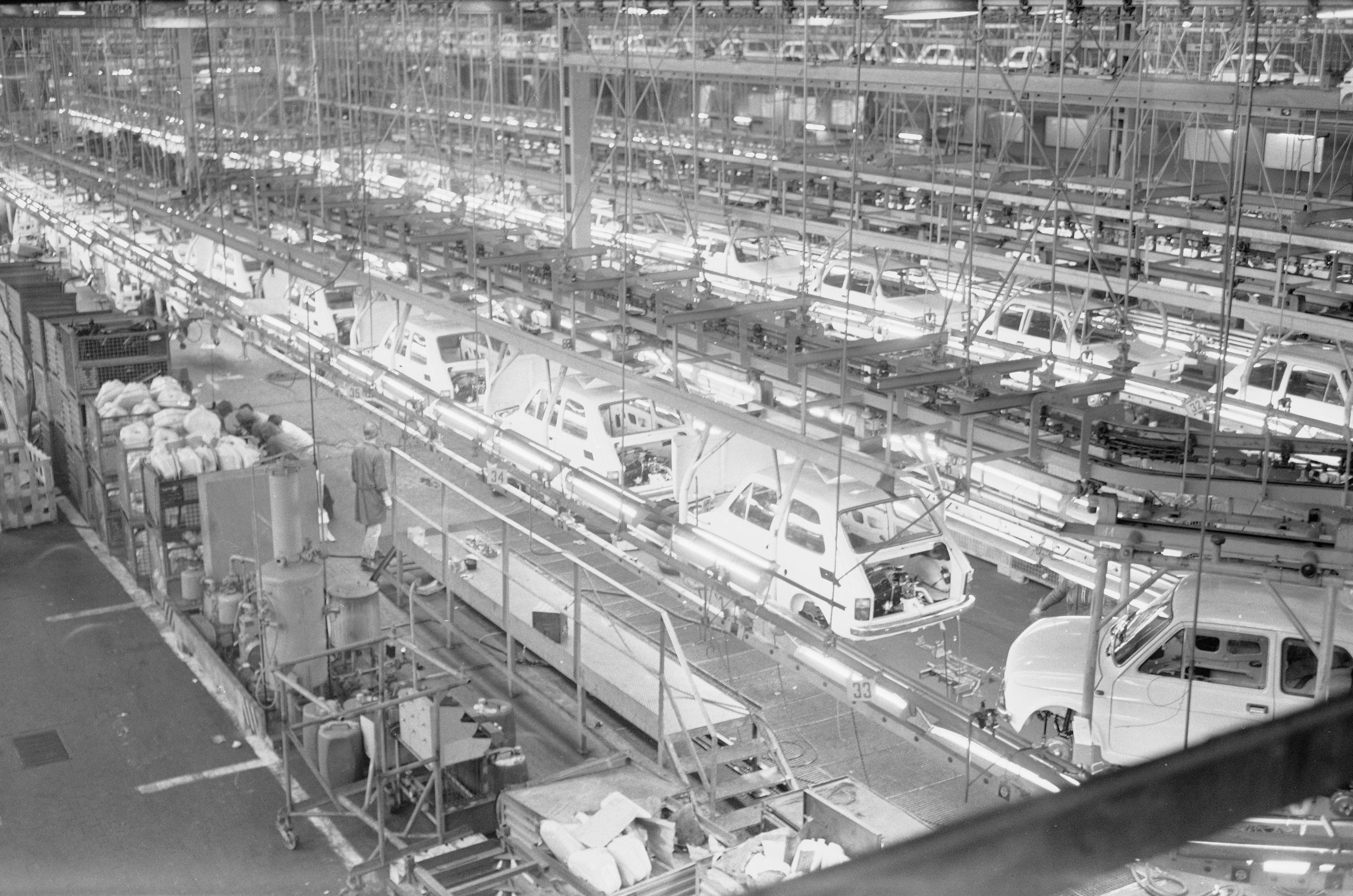
Usine de Bielsko-Biała dans les années 1970

Le 6 juin 1973, dès l'achèvement de l'extension de l'usine de Bielsko-Biala conduite sous la direction de Fiat Auto, la première Fiat Polski 126P, assemblée avec des éléments italiens, sort de l'usine. La capacité de cette usine de production était d'environ 60-70.000 unités par an. La production de la Fiat 126p Bis sera transférée à Bielsko-Biala fin 1991 pour laisser la place à la nouvelle Fiat Cinquecento. La production de la Fiat 126p se poursuivra jusqu'au 22 septembre 2000.
Les voitures produites sont : 
- la FSM Syrena 105 - 1972-1983 à Bielsko-Biala
- la Fiat Polski 126P - 1973-1993 à Bielsko-Biala et à Tychy
- la Fiat Cinquecento - 1991-1998 à Tychy.

### La privatisation de FSM
Le 1er décembre 1990, dans le cadre de la politique de privatisation des industries polonaises d'Etat, FSM a été transformée en société anonyme. Son rachat par Fiat Auto SpA (90 % des actions) fut signé le 28 mai 1992 et la raison sociale de la société est devenue Fiat Auto Poland. Une partie des anciennes activités du conglomérat ont été reprises par les sociétés du groupe Fiat SpA comme Teksid Pologne (pièces moulées et forgées), Magneti-Marelli Pologne (matériel électrique). Les autres activités ne faisant pas partie du cœur d'activité ont été cédées. À partir de 1993, tous les produits encore commercialisés sous la marque "Fiat Polski" ont été estampillés FIAT.
La production de FSM, qui était inférieure à 200.000 unités en 1990, a commencé à croître rapidement pour atteindre les 300.000 unités par an en 1993, désormais sous la marque Fiat Auto Poland.